# José Aja
José Manuel Aja Livchich (Montevideo, 10 maggio 1993) è un calciatore uruguaiano, difensore della Juventud.

## Caratteristiche tecniche
È un difensore centrale.

## Carriera
Cresciuto nelle giovanili del Nacional, ha esordito il 30 agosto 2014 in occasione del match perso 2-1 contro  l'El Tanque Sisley.

## Statistiche

### Presenze e reti nei club
Statistiche aggiornate al 29 aprile 2018.
| Stagione            | Squadra             | Campionato          | Campionato | Campionato | Coppe nazionali | Coppe nazionali | Coppe nazionali | Coppe continentali | Coppe continentali | Coppe continentali | Altre coppe | Altre coppe | Altre coppe | Totale | Totale | Totale |
| Stagione            | Squadra             | Comp                | Pres       | Reti       | Comp            | Pres            | Reti            | Comp               | Pres               | Reti               | Comp        | Pres        | Reti        | Pres   | Reti   |        |
| ------------------- | ------------------- | ------------------- | ---------- | ---------- | --------------- | --------------- | --------------- | ------------------ | ------------------ | ------------------ | ----------- | ----------- | ----------- | ------ | ------ | ------ |
| 2014-2015           | Nacional            | PD                  | 6          | 0          |                 | -               | -               | CL+CS              | 2+3                | 0+1                |             | -           | -           | 11     | 1      |        |
| 2015-2016           | Nacional            | PD                  | 4          | 0          |                 | -               | -               |                    | -                  | -                  |             | -           | -           | 4      | 0      |        |
| Totale Nacional     | Totale Nacional     | Totale Nacional     | 10         | 0          |                 | 0               | 0               |                    | 5                  | 1                  |             | -           | -           | 15     | 1      |        |
| 2015-2016           | Racing Montevideo   | PD                  | 12         | 2          |                 | -               | -               |                    | -                  | -                  |             | -           | -           | 12     | 2      |        |
| 2016                | Orlando City        | MLS                 | 10         | 0          | USCup           | 0               | 0               |                    | -                  | -                  |             | -           | -           | 10     | 0      |        |
| 2017                | Orlando City        | MLS                 | 15         | 0          | USCup           | 0               | 0               |                    | -                  | -                  |             | -           | -           | 15     | 0      |        |
| Totale Orlando City | Totale Orlando City | Totale Orlando City | 25         | 0          |                 | 0               | 0               |                    | -                  | -                  |             | -           | -           | 25     | 0      |        |
| 2018                | Vancouver Whitecaps | MLS                 | 7          | 0          | USCup           | 0               | 0               |                    | -                  | -                  |             | -           | -           | 7      | 0      |        |
| Totale carriera     | Totale carriera     | Totale carriera     | 54         | 2          |                 | 0               | 0               |                    | 5                  | 1                  |             | -           | -           | 59     | 3      |        |

## Palmarès

### Competizioni nazionali
- Campionato uruguaiano: 1

Nacional: 2014-2015